# A Chance Operation: The John Cage Tribute
A Chance Operation: The John Cage Tribute je kompilační album různých umělců, vydané v roce 1993 vydavatelstvím Koch International Classics. Jde o poctu americkému hudebnímu skladateli Johnu Cageovi, který v srpnu 1992 zemřel. Na albu se podílela řada hudebníků, mezi které patří například Frank Zappa a Rjúiči Sakamoto. Někteří z nich, například John Cale, James Tenney a David Tudor, v minulosti spolupracovali i se samotným Cagem.

## Seznam skladeb
1. Kronos Quartet: „Excerpt from Thirty Pieces for String Quartet“ (autor: John Cage)
2. Patrick Moraz: „Three Dances for Two Prepared Pianos, Dance #1“ (autor: John Cage)
3. Jackson Mac Low a Anne Tardos: „First Four-Language Word Event“ (autoři: Jackson Mac Low a Anne Tardos)
4. Christian Wolff a Roger Zahab: „Six Melodies Variation for Solo Violin“ (autor: Christian Wolff)
5. Ken Nordine: „A Cage Went in Search of a Bird“ (autor: Ken Nordine)
6. Earle Brown: „Three Solos for Trumpet“ (autor: John Cage)
7. Laurie Anderson: „Cunningham Stories (At the Age of Twelve…)“ (autoři: Laurie Anderson a John Cage)
8. Rjúiči Sakamoto: „Haiku FM“ (autor: Rjúiči Sakamoto)
9. Robert Black a Larry Austin: „Art Is Self-Alteration Is Cage Is…“ (autor: Larry Austin)
10. David Tudor: „Webwork“ (autor: David Tudor)
11. Yoko Ono: „Georgia Stone“ (autor: Yoko Ono)
12. Laurie Anderson: „Cunningham Stories (Merce Cunningham Phoned His Mother…)“ (autoři: Laurie Anderson a John Cage)
13. Oregon: „Chance/Choice“ (autoři: Paul McCandless, Glen Moore a Ralph Towner)
14. Takehisa Kosugi: „75 Letters and Improvisation“ (autor: Takehisa Kosugi)
15. David Van Tieghem: „Living Room Music“ (autor: John Cage)
16. James Tenney: „Ergodos I for John Cage“ (autor: James Tenney)
17. Laurie Anderson: „Cunningham Stories (Every Morning…)“ (autoři: Laurie Anderson a John Cage)
18. Robert Ashley: „Factory Preset“ (autor: Robert Ashley)
19. Frank Zappa: „4'33"“ (autor: John Cage)
20. John Cale: „In Memoriam John Cage: Call Waiting“ (autor: John Cale)
21. Meredith Monk: „Aria“ (autor: John Cage)
22. Laurie Anderson: „Cunningham Stories (The Cunningham Company…)“ (autoři: Laurie Anderson a John Cage)
23. Steven Smith: „New York City“